# Ludwig Uhland

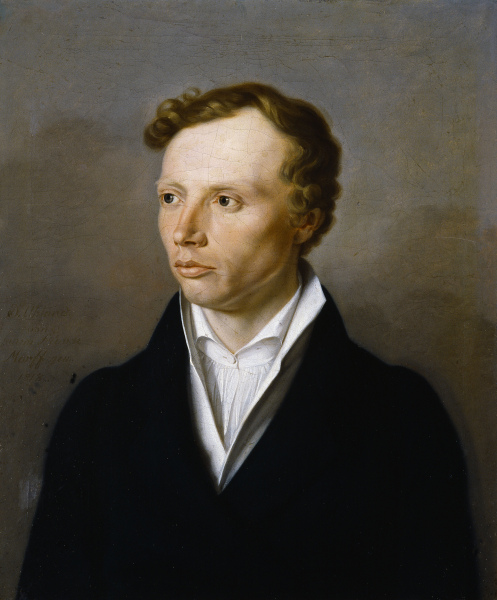
Ludwig Uhland.

Johann Ludwig Uhland (26 de abril de 1787 - 13 de noviembre de 1862) fue un poeta alemán.
Nació en Tübingen, y estudió jurisprudencia en la universidad de aquella zona, pero además tomó interés en la literatura medieval. Habiéndose graduado como doctor de leyes en 1810, fue a París por unos meses; y desde 1812 hasta 1814 trabajó como abogado en Stuttgart en el ministerio de justicia.
Había comenzado su carrera de poeta en 1807 y 1808 al contribuir con baladas y letras para Musenalmanach de Seckendorff; y en 1812-1813 escribió poemas para Justinus Kerner y Deutscher Dichterwald. En 1815 recopiló sus poemas en un volumen titulado "Gedichte", con el cual, casi inmediatamente, atrajo a un gran número de lectores. En las posteriores ediciones, Uhland agregó nuevos poemas. Sus 2 trabajos dramáticos, Ernst, Herzog von Schwaben (1818) y Ludivig der Baier (1819) no son comparables con su primera obra, Gedichte.
Como poeta, Uhland debe ser clasificado con los escritores de la escuela Romántica. Como ellos, fundó temas ligados fuertemente a su imaginación. Su estilo tiene una precisión, flexibilidad y gracia que fueron características únicas de sus escritos, lo que lo hizo distinguirse entre la mayoría de los románticos de la época. Uhland escribió poemas en defensa de la libertad, y en la asamblea de estados de Wûttemberg jugó un distinguido papel como uno de los más vigorosos y consecuentes de los miembros liberales.
- Datos: Q61058
- Multimedia: Ludwig Uhland / Q61058